# Агренєв-Слов'янський Дмитро Олександрович
Дмитро Олександрович Агре́нєв-Слов'я́нський (справжнє прізвище — Агренєв; рос. Дмитрий Александрович Агренев-Славянский; нар. 19 грудня 1836, Москва — пом. 23 липня 1908, Рущук) — російський співак (тенор), хоровий диригент, фольклорист. Чоловік етнографа і фольклористки Ольги Агренєвої-Слов'янської.

## Біографія
Народився 7 [19] грудня 1836 року (за іншими даними 1834 року) в місті Москві (тепер Росія). Закінчив Другу московську гімназію та Московський університет. Вокальну освіту здобував у в чеського хормейстера Рудольфа Славека у Москві, у Федеріко Річчі у Санкт-Петербурзі, у П. Романі у Мілані, Дж. Аларі, Генріха Панофки і К. Бонольді в Парижі.
Дебютував як співак в симфонічних зборах Петербурзького відділення Російського музичного товариства. Був солістом Маріїнського театру в Санкт-Петербурзі, де, зокрема, успішно виконував партію Торопки в опері Олексія Верстовського «Аскольдова могила». Також відомий як камерний співак. В його репертуарі були арії з опер, романси Михайла Глінки, російські і українські народні пісні. Вперше виконав на концертній естраді билини і голосіння.
У 1858 році вперше гаспролював з концертами по півдню Російської імперії. 1862 року почав збирати український, російський та білоруський музикальний фольклор. Записував і обробляв героїчні билини, балади, обрядові пісні.
З 1862 виступав на оперних сценах Росії, Італії, Франції; у 1865 році гастролював у Німеччині. 1867 на одному з його концертів у Празі Микола Лисенко дебютував як піаніст. Того ж року організував у Празі чоловічий вокальний октет «Товариство слов'янських співаків», а повернувшись до Росії, заснував у 1868 році «Слов'янську капелу» (спочатку — 25, згодом — до 60 осіб, під час гастролей — до 150), з якою гастролював у Києві, Харкові, Одесі, Чернівцях, у 1882, 1884 і 1890 роках — в Болгарії, Чехії, Словаччині, Сербії, а також у Великій Британії, Франції, Швейцарії, у 1869 році містами США, протягом 1870—1890 років — у країнах Азії та Африки. Капела виконувала твори Дмитра Бортнянського, Максима Березовського, Артема Веделя, Петра Турчанинова, Гаврила Ломакіна, зразки київського розспіву. У репертуарі капелли були і народні пісні, зокрема «Ой зіронька зійшла» в обробці Агренєва. Виступи капели носили театралізований характер (стилізовані боярські костюми, декорації у вигляді боярської хоромині).
Ініціював спорудження власним коштом «Слов'янського дому» в Києві, який мав стати центром слов'янської музичної культури (передбачалося створити безплатну музичну школу і школу співу, слов'яно-руську народну бібліотеку, архів народної творчості та концертний зал) і в майбутньому перерости в Русько-слов'янську консерваторію. Проте цю ініціативу київська влада не підтримала і проект не був реалізований.
Автор книги «Русские песни и песни южных и западных славян, собранные Д. А. Славянским», виданої у Москві у 1879 році та спогадів, опублікованих у газеті «Киевское слово» у 1887 році (№ 11–13).
Помер 10 [23] липня 1908 року у місті Рущуку під час гастрольної поїздки капели по Болгарії. Похований у Ялті.